# Sondre Gjerdevik Sørtveit
Sondre Gjerdevik Sørtveit (* 15. August 1988 in Bergen) ist ein ehemaliger norwegischer Radrennfahrer.
Sondre Gjerdevik Sørtveit wurde 2006 zusammen mit Ken Sebastian Vassdal und Anders Lund nationaler Meister im Teamzeitfahren der Jugendklasse. Ab 2007 fuhr er für das norwegische Continental Team Sparebanken Vest und ab 2009 für die Mannschaft Joker. Beim Ringerike Grand Prix gewann er die vierte Etappe in Hønefoss. 2013 gewann er gemeinsam mit seinem Team das Mannschaftszeitfahren beim Circuit des Ardennes. Ende 2014 beendete er seine Radsportlaufbahn.

## Erfolge
2006
- Norwegischer Meister (Junioren) – Mannschaftszeitfahren (mit Ken Sebastian Vassdal und Anders Lund)

2009
- eine Etappe Ringerike Grand Prix

2013
- Mannschaftszeitfahren Circuit des Ardennes

## Teams
- 2007 Sparebanken Vest
- 2008 Sparebanken Vest
- 2009 Joker Bianchi
- 2010 Joker Bianchi
- 2011 Joker Merida
- 2012 Joker Merida
- 2013 Joker Merida
- 2014 Team FixIT.no